# Megszűnt nemzetközi repülőterek listája

## Afrika
- Casablanca–Anfa nemzetközi repülőtér, Casablanca, Marokkó
- Durbani nemzetközi repülőtér, Durban, Dél-afrikai Köztársaság
- Alexandria El Nozha, Alexandria, Egyiptom
- Palmietfontein nemzetközi repülőtér, Johannesburg, Transvaal Köztársaság
- Rand nemzetközi repülőtér, Johannesburg, Transvaal Köztársaság
- Simi-Simi nemzetközi repülőtér, Kisangani, Kongói Demokratikus Köztársaság
- Wingfield nemzetközi repülőtér, Fokváros, Transvaal Köztársaság

## Ázsia
- Atarot nemzetközi repülőtér, Jeruzsálem
- Begumpet repülőtér, Begumpet, Haidarábád, India
- Chongqing Baishiyi légibázis, Csungking, Kína
- Dohai nemzetközi repülőtér, Doha, Katar
- Guangzhou Baiyun nemzetközi repülőtér (korábbi), Kanton, Kína
- HAL Bangalore nemzetközi repülőtér, Bengaluru, India
- Hangzhou Jianqiao repülőtér, Hangcsou, Kína
- Hefei Luogang nemzetközi repülőtér, Hofej, Kína
- Ishigaki repülőtér, Ishigaki, Okinawa, Japán
- Juhu Aerodrome, Mumbai, India
- Kai Tak repülőtér, Hongkong
- Kallang repülőtér, Szingapúr
- Kemayoran repülőtér, Jakarta, Indonézia
- Kunming Wujiaba nemzetközi repülőtér, Kunming, Kína
- Nanchang Xiangtang repülőtér, Nancsang, Kína
- Nanjing Dajiaochang repülőtér, Nanking, Kína
- Paya Lebar légibázis, Szingapúr
- Polonia nemzetközi repülőtér, Medan, Indonézia
- Quilon Aerodrome, Kerala, India
- Safdarjung repülőtér, Új-Delhi, India
- Shanghai Longhua repülőtér, Sanghaj, Kína
- Shantou Waisha repülőtér, Shantou, Kína
- Suzhou Guangfu repülőtér, Suzhou, Kína
- Xi'an Xiguan repülőtér, Xi'an, Kína
- Yasser Arafat nemzetközi repülőtér, Gázai övezet

## Közép-Amerika
- Herrera nemzetközi repülőtér, Santo Domingo, Dominikai Köztársaság
- Ilopango nemzetközi repülőtér, San Salvador, Salvador
- Santiago Municipal repülőtér, Santiago de los Caballeros, Dominikai Köztársaság
- W. H. Poros repülőtér, Montserrat

## Európa
- Berck-sur-Mer repülőtér, Pas-de-Calais, Franciaország
- Berlin Tempelhof repülőtér, Berlin, Németország
- Blackpooli repülőtér, Blackpool, Anglia
- Bristoli repülőtér, Whitchurch, Bristol, Anglia
- Bykovo repülőtér, Moszkva, Oroszország
- Ciudad Real Central repülőtér, Ciudad Real, Spanyolország
- Cologne Butzweilerhof repülőtér, Köln, Németország
- Croydon repülőtér, London, Egyesült Királyság
- Ellinikon nemzetközi repülőtér, Athén, Görögország
- Galway repülőtér, Carnmore, Ír-sziget
- Haren repülőtér, Brüsszel, Belgium
- Helsinki-Malmi repülőtér, Helsinki, Finnország
- Ipswich repülőtér, Ipswich, Anglia
- Katowicei repülőtér, Lengyelország
- Frunze központi repülőtér, Moszkva, Oroszország
- Kraków-Rakowice-Czyżyny repülőtér, Lengyelország
- Lyon-Bron repülőtér, Lyon, Franciaország
- Malmői repülőtér, Malmö, Svédország
- Minszk-1 repülőtér, Minszk, Fehéroroszország
- Munich-Riem repülőtér, München, Németország
- Nicosia nemzetközi repülőtér, Nicosia, Ciprus
- Oslo repülőtér, Fornebu, Oslo, Norvégia
- Paris–Le Bourget repülőtér, Le Bourget, Franciaország
- Rome Urbe repülőtér, Róma, Olaszország
- Sheffield City repülőtér, Sheffield, Egyesült Királyság
- Słupsk-Redzikowo repülőtér, Słupsk, Lengyelország
- Son Bonet repülőtér, Palma de Mallorca, Spanyolország
- Spilve repülőtér, Riga, Lettország
- Waalhaven, Rotterdam, Hollandia

## Óceánia
- Daly Vizek Reptér, Daly Vizek, Ausztrália
- Sas Farm repülőtér, Brisbane, Ausztrália
- Essendon repülőtér, Melbourne, Ausztrália

## Dél-Amerika
- Augusto Severo nemzetközi repülőtér, Parnamirim, Brazília
- Bartolomeu de Gusmão repülőtér, Rio de Janeiro, Brazília
- Juana Azurduy de Padilla nemzetközi repülőtér, Sucre, Bolívia
- Limatambo nemzetközi repülőtér, Lima, Peru
- Mariscal Sucre nemzetközi repülőtér (korábbi), Quito, Ecuador
- Presidente Médici nemzetközi repülőtér, Rio Branco, Holdas, Brazília